# Morrnah Simeona
Morrnah Nalamaku Simeona (19. maj 1913 – 11. februar 1992) anerkendt kahuna lapa'au (healer) i Hawaii og underviser i sin opdaterede version af ho'oponopono i hele USA, Asien og Europa.

## Kahuna lapa'au
Morrnah blev født 19. Må 1913 i Honolulu, Hawaii, som barn af Kimokeo og Lilia Simeona, begge indfødte hawaiianere. Hendes mor, Lilia, var en af de sidste anerkendte kahuna la'au kahea eller præstinde, der healede med ord. Morrnah var udøver af lomilomi (massage) og ejede og drev i 10 år kursteder på Kahala Hilton og Royal Hawaiian hoteller. Blandt hendes massageklienter på Hilton Spa var Lyndon B. Johnson, Jackie Kennedy og Arnold Palmer. I 1983 blev hun anerkendt som en kahuna lapa'au (healer) og hædret som en "Living Tresure of Hawaii" af Honpa Hongwanji Mission of Hawai'i.

## Ho'oponopono
I 1976 begyndte hun at ændre den traditionelle hawaiianske tilgivelses- og forsoningsproces ho'oponopono til realiteter i den moderne tid. Hendes version af ho'oponopono var påvirket af hendes kristne (protestantiske og katolske) uddannelse og hendes filosofiske undersøgelser fra Indien, Kina og Edgar Cayce. Kombinationen af hawaiianske traditioner, bøn til den Guddommelige Skaber og forbindelse af problemer med Reinkarnation og Karma resulterede i en unik ny problemløsende proces, som er selvhjælp frem for den traditionelle hawaiianske proces for hele grupper. Hun havde ingen betænkeligheder ved at tilpasse de traditionelle begreber til den moderne anvendelse, selvom hun blev kritiseret af nogle hawaiianske puritanere. "Hendes system anvender ho'oponopono-tekniker til at skabe et samarbejde mellem de tre dele af sindet eller selv'er, som hun har givet hawaiianske navne, som også betegner underbevidstheden, bevidstheden og overbevidstheden."
Hun har afholdt seminarier og foredrag om ho'oponopono i de Forenede Nationer, i næsten en halv snes stater i USA, og i mere end 14 lande, heriblandt Tyskland, Holland, Schweiz, Frankrig, Rusland og Japan. Hun har fremlagt det i skoler og videregående uddannelser, så som University of Hawaii og Johns Hopkins University, medicinske faciliteter, religiøse institutioner og erhvervsvirksomheder. I 1982 arrangerede hun den First World Symposium of Identity of Man. En reporter bemærkede: "Der var noget meget beroligende og lindrende ved Simeona's tilstedeværelse og hendes stemme, en følelse af ro omkring hende, mens hun talte om at lære folk, hvordan man kan afhjælpe stress og opnå ro i sindet."
For at sprede sin ho'oponopono proces, grundlagde hun 'Pacifica Seminars' i 1970'erne og i 1980 'The Foundation of 'I', Inc. (Freedom of the Cosmos)'. I 1990 startede hun 'Pacifica Seminars' i Tyskland. Simeona skrev tre lærebøger Self-Identity through Ho'oponopono, Basic 1 (128 sider), Basic 2 (til brug efter to års øvelser) og Basic 3 (til brug efter fem år). Den anbefalede ventetid til Basic 2 og 3 var for udvikling af dyb respekt for den 'Guddommelige tilstedeværelse'. I 1990, den originale Basic 1, 8. Udgave, blev officielt oversat og trykt på tysk og fransk.
I det sene efterår 1990, tog hendes sidste rejse med forelæsninger og seminarer hende igennem Europa til Jerusalem. Den 16. Januar 1991 kom hun tilbage til Tyskland, hvor hun levede et stille liv hos sine venner i Kirchheim bei München, indtil hendes død den 11. Februar 1992.

## Friheds Statue
Den 25. Marts 1992, lovpriste U.S. Senator Daniel Akaka (D-Hawaii) Simeona i Congressional Record. Det skal bemærkes, at hun fik at vide, at den oprindelige gipsafstøbning af den jern-afstøbte Friheds Statue, der står på toppen af kuplen på United States Capitol, i opbevaring. Simeona rejste 25.000 dolars til at renovere og genskabe den, og som følge deraf blev den flyttet og placeret til en udstilling i Russel Senate Office Building (nu i Capitol Visitor Center), hvor, som Akaka sagde, det ville fungerer, som erindring om Simeona.

## Fodnoter
1. ↑  Navnet er anført på engelsk og stammer fra Wikidata hvor navnet endnu ikke findes på dansk.
2. ↑  Navnet er anført på engelsk og stammer fra Wikidata hvor navnet endnu ikke findes på dansk.
3. ↑  Navnet er anført på engelsk og stammer fra Wikidata hvor navnet endnu ikke findes på dansk.
4. ↑  Dept. of Commerce, Bureau of Census, Fifteenth Census (1930)
5. ↑  Rodman, Julius Scammon, The Kahuna Sorcerers of Hawaii, Past and Present, s. 195 (Exposition, 1979)
6. ↑  Morrnah Simeona, kahuna lapa'au, Honolulu Advertiser, s. C4 (Feb. 17, 1992)
7. ↑  Dye, Bob, Hawai'i Chronicles II: Contemporary Island History from the Pages of Honolulu Magazine, s. 298-301 (Pitzer, Pat, Kahuna, The Keepers of the Secrets, Nov. 1984), University of Hawai'i Press (1997) ISBN 0-8248-1984-5
8. ↑  Five persons are named as Living Treasures, Honolulu Star Bulletin (Feb. 12, 1983)
9. 1 2  Dye Bob, Pitzer Pat
10. ↑  Chai, Makana Risser, Na Mo'olelo Lomilomi: The Traditions of Hawaiian Massage & Healing, s. 47, Bishop Museum Press (2005) ISBN 978-1-58178-046-8
11. ↑  U.S. Senator Daniel Akaka, In Memory of Morrnah Nalamaku Simeona, Congressional Record, Proceedings and Debates of the 102d Congress, Second Session, Vol. 138, No. 43 (Marts 25, 1992)
12. ↑  Scott, Nadine W., Kahuna to Explore the Ancient Ways, Honolulu Star Bulletin (Juli, 1982)
13. ↑  Simeona, Morrnah, Selbst-Identität durch Ho'oponopono, 128 s., Pacifica Seminars (1990)
14. ↑  Simeona, Morrnah, L'Identité de Soi-Même par Ho'oponopono, 128 s., Pacifica Seminars (1990)
15. 1 2  Daniel Akaka